# Jacek Szymanderski
Jacek Szymanderski (ur. 21 lutego 1945 w Radomiu) – polski polityk, działacz opozycji w czasach PRL, socjolog, poseł na Sejm X kadencji (1989–1991).

## Życiorys
Uczęszczał do LIII Liceum Ogólnokształcącego Stowarzyszenia PAX pod wezwaniem św. Augustyna, w latach 1962–1968 studiował socjologię na Uniwersytecie Warszawskim. Po studiach pracował kolejno w Instytucie Filozofii i Socjologii Polskiej Akademii Nauk oraz w Instytucie Historii PAN.
Od 1977 współpracował z Komitetem Obrony Robotników. Od 1980 działał w „Solidarności”, był m.in. członkiem zarządu Regionu Mazowsze oraz delegatem na I Krajowy Zjazd Delegatów związku w Gdańsku-Oliwie. W czasie stanu wojennego został internowany na okres od 20 grudnia 1981 do 7 grudnia 1982. Później działał w duszpasterstwie byłych internowanych i więźniów politycznych oraz Ruchu Wolność i Pokój, współtworzył także Komitet Obywatelski Przeciw Przemocy. W latach 1985–1986 ponownie był więziony za działalność opozycyjną.
Brał udział w obradach Okrągłego Stołu w podzespole ds. rolnictwa. W czerwcu 1989 został wybrany na posła na Sejm X kadencji w okręgu bialskopodlaskim z ramienia Komitetu Obywatelskiego. W parlamencie był wiceprzewodniczącym Komisji Obrony Narodowej. W wyborach w 1991 bezskutecznie ubiegał się o reelekcję w listy komitetu wyborczego Konfederacja Pracodawców. W 1993 bez powodzenia kandydował na posła z ramienia Bezpartyjnego Bloku Wspierania Reform. Był wśród założycieli Polskiego Stronnictwa Ludowego „Solidarność”, później działał w Stronnictwie Konserwatywno-Ludowym. W 2004 przystąpił do Platformy Obywatelskiej na Mokotowie.
Do 1993 pracował jako dyrektor Ośrodka Badań Opinii Publicznej, prowadził własną działalność konsultingową, był też doradcą ministra rolnictwa i ekspertem w Urzędzie m.st. Warszawy.

## Odznaczenia
W 2009 otrzymał Krzyż Oficerski Orderu Odrodzenia Polski.